# Regierung der 3. Nordirlandversammlung
Die Regierung der 3. Nordirlandversammlung bildete seit dem 8. Mai 2007 die Regierung von Nordirland. Sie wurde zuerst durch den Ersten Minister Ian Paisley und den stellvertretenden Ersten Minister Martin McGuinness geleitet. Nach dem Rücktritt Paisleys wurde Peter Robinson erster Minster. Die Regierung bestand bis zur Wahl 2011.

## Kabinettsmitglieder
| Amt                                                 | Name               | Amtszeit  | Partei | Partei    |
| --------------------------------------------------- | ------------------ | --------- | ------ | --------- |
| First Minister                                      | Ian Paisley        | 2007–2008 |        | DUP       |
| First Minister                                      | Peter Robinson     | 2008–2010 | DUP    |           |
| First Minister                                      | Arlene Foster      | 2010      | DUP    |           |
| First Minister                                      | Peter Robinson     | 2010–2011 | DUP    |           |
| Deputy First Minister                               | Martin McGuinness  | 2007–2011 |        | Sinn Féin |
| Finanzen und Personal                               | Peter Robinson     | 2007–2008 |        | DUP       |
| Finanzen und Personal                               | Nigel Dodds        | 2008–2009 |        | DUP       |
| Finanzen und Personal                               | Sammy Wilson       | 2009–2011 |        | DUP       |
| Bildung                                             | Caitríona Ruane    | 2007–2011 |        | Sinn Féin |
| Wirtschaft, Handel und Investitionen                | Nigel Dodds        | 2007–2008 |        | DUP       |
| Wirtschaft, Handel und Investitionen                | Arlene Foster      | 2008–2011 |        | DUP       |
| Gesundheit, Soziale Dienste, Öffentliche Sicherheit | Michael McGimpsey  | 2007–2011 |        | UUP       |
| Soziale Entwicklung                                 | Margaret Ritchie   | 2007–2011 |        | SDLP      |
| Regionale Entwicklung                               | Conor Murphy       | 2007–2011 |        | Sinn Féin |
| Umwelt                                              | Arlene Foster      | 2007–2008 |        | DUP       |
| Umwelt                                              | Sammy Wilson       | 2008–2009 |        | DUP       |
| Umwelt                                              | Edwin Poots        | 2009–2011 |        | DUP       |
| Landwirtschaft, ländliche Entwicklung               | Michelle Gildernew | 2007–2011 |        | Sinn Féin |
| Kultur                                              | Edwin Poots        | 2007–2008 |        | DUP       |
| Kultur                                              | Gregory Campbell   | 2008–2009 |        | DUP       |
| Kultur                                              | Nelson McCausland  | 2009–2011 |        | DUP       |
| Beschäftigung und Weiterbildung                     | Reg Empey          | 2007–2010 |        | UUP       |
| Beschäftigung und Weiterbildung                     | Danny Kennedy      | 2010–2011 |        | UUP       |
| Justiz                                              | David Ford         | 2010–2011 |        | Alliance  |